# Euophrys nigritarsis
Euophrys nigritarsis là một loài nhện trong họ Salticidae.
Loài này thuộc chi Euophrys. Euophrys nigritarsis được Eugène Simon miêu tả năm 1868.